# Hamburgs ärkestift
Hamburgs ärkestift (latin: Archidioecesis Hamburgensis, tyska: Erzbistum Hamburg) är ett av sju katolska ärkestift i Tyskland. Det tillhör Hamburgs kyrkoprovins. Ärkebiskop är Stefan Heße.